# Willa „Perełka” w Milanówku
Willa „Perełka” w Milanówku – zabytkowa willa w Milanówku przy ul. Grudowskiej 12, wybudowana w 1911 roku. 
W czasie kampanii wrześniowej służyła jako punkt sanitarny dla rannych z polskich oddziałów, które przechodziły przez Milanówek w dniach 8-9 oraz 11 września 1939 roku. Obiekt wrócił do roli medycznej podczas powstania warszawskiego, kiedy to znalazł się tam szpital dla rannych z Warszawy oraz obozu przejściowego w Pruszkowie. Szpital liczył ok. 60 osób personelu, mógł przyjąć ok. 100 chorych i działał do lutego 1945 roku. W szpitalu tym przez pewien czas przebywał ranny w powstaniu pisarz Karol Irzykowski. Szefową placówki była Zofia Kiełbasińska.
W 1988 willa znalazła się wśród ok. 400 budynków w Milanówku uznanych za część zespołu urbanistyczno-krajobrazowego miasta i wspólnie wpisanych do rejestru zabytków pod numerem 1319-A. Obecnie budynek pozostaje prywatnym domem mieszkalnym.